# 短角羚
短角羚（學名Pelea capreolus）是羚羊的一种，为南非、莱索托和斯威士兰的特有物种。
生活在山区草原，有着厚厚的、灰色的毛皮去保暖（尽管非洲比较炎热，但南非的山区有时候会比较冷）。仅雄性有角，角短而直。在交配季节时短角羚会变得非常好斗。